# Arrondissement de Mirecourt
L'arrondissement de Mirecourt est une ancienne subdivision administrative française du département des Vosges créée par la loi du 28 pluviôse an VIII (17 février 1800) sur l'administration locale (création des préfectures et des fonctions de préfet), et supprimée le 10 septembre 1926. Les cantons furent rattachés entre les arrondissements de Neufchâteau et Épinal.

## Composition
Il comprenait les cantons de Bains-les-Bains, Charmes, Darney, Dompaire, Mirecourt, Monthureux-sur-Saône et Vittel.

## Sous-préfets
| Période           | Période           | Identité                            | Fonction précédente                                 | Observation                          |
| ----------------- | ----------------- | ----------------------------------- | --------------------------------------------------- | ------------------------------------ |
|                   |                   |                                     |                                                     |                                      |
| 12 septembre 1870 | 2 octobre 1870    | Albert Ferry                        | Avocat à Saint-Dié, conseiller municipal            |                                      |
| 3 octobre 1870    | 17 juillet 1871   | Désiré Najean                       | Avocat à Neufchâteau                                | Nommé Sous-préfet de Paimboeuf       |
| 17 juillet 1871   | 1er juillet 1873  | Camille Hepp                        | Sous-préfet de Wissembourg pendant le Second Empire | Nommé sous-préfet de Beaune          |
|                   |                   |                                     |                                                     |                                      |
| 24 mai 1876       | 31 août 1876      | Philippe Borelli                    | Sous-préfet d'Issoire                               | Remplacé                             |
| 31 août 1876      | 31 mai 1877       | Jules Pointu-Nores                  | Sous-préfet de Beaune                               | Nommé sous-préfet de Lunéville       |
| 30 décembre 1877  | 25 mars 1879      | Jules Ligier                        |                                                     | Nommé sous-préfet de Dole            |
| 25 mars 1879      | 6 novembre 1881   | André Lauranceau                    |                                                     | Nommé sous-préfet d'Avranches        |
| 6 novembre 1881   | 27 juillet 1882   | Marie-Eugène Rivière de la Souchère | Secrétaire général de la préfecture du Var          | Nommé sous-préfet de Forcalquier     |
| 27 juillet 1882   | 21 février 1885   | Édouard Bidou                       | Sous-préfet de Forcalquier                          | Nommé sous-préfet de Marvejols       |
| 21 février 1885   | 8 juin 1891       | Auguste Collignon                   | Sous-préfet de Marvejols                            | Nommé sous-préfet de Péronne         |
| 8 juin 1891       | 1er mai 1897      | Alexis Harmand                      | Secrétaire général de la préfecture du Lot          | Remplacé                             |
| 1er mai 1897      | 31 mars 1905      | Auguste Boivin                      | Conseiller de préfecture des Vosges                 | Nommé sous-préfet de Neufchâtel      |
| 31 mars 1905      | 7 septembre 1913  | Marie-Denis Mage                    | Conseiller de préfecture des Ardennes               | Nommé sous-préfet de Toul            |
| 7 septembre 1913  | 8 juin 1925       | Dominique Folacci                   |                                                     | Remplacé                             |
| 8 juin 1925       | 22 septembre 1926 | Jacques Bussière                    | Sous-préfet de Florac                               | Rattaché à la préfecture des Vosges. |

## Liens
Organisation administrative de l'Empire dans l'almanach impérial pour l'année 1810